# Warren Barton
Warren Dean Barton (ur. 19 marca 1969 w Islington) – angielski piłkarz grający na pozycji obrońcy. Obecnie pracuje dla telewizji Fox Soccer Channel.
Swą seniorską karierę Barton zaczynał w 1989 roku w klubie Maidstone United. Wystąpił tam w 42 meczach nie strzelając żadnej bramki. Rok później przeniósł się do klubu Wimbledon F.C., gdzie grał przez 6 lat od 1990 roku do 1995 roku. Wystąpił w 180 meczach i strzelił 10 goli. W 1995 roku zawodnik przeniósł się do Newcastle United za rekordową wówczas, jak na obrońcę, kwotę 4 mln funtów. Grał tam w latach 1995–2001, zaliczając występy łącznie w 164 meczach, w których zdobył 4 bramki. Następnie w latach 2001–2003 Barton grał w Derby County. Zagrał tam w 54 meczach nie zdobywając gola ani razu. W latach 2003–2004 grał w Queens Park Rangers, następnie w 2004 znów zagrał w Wimbledon F.C., a jego ostatnim klubem był Dagenham & Redbridge, w którym zagrał tylko w dwóch spotkaniach. Ponadto w swojej karierze rozegrał 3 mecze w reprezentacji narodowej.